# Percy Wyer
Percy Wyer, född 23 januari 1884, död 12 juni 1965, var en friidrottare från Kanada. Han deltog vid olympiska sommarspelen 1928 och olympiska sommarspelen 1936.